# Маня Валевска
«Маня Валевска» (нем.: Manja Valewska) — фильм Австрии 1936 года режиссёра Йозефа Ровенского по мотивам романа Л. Н. Толстого «Анна Каренина».
На 4-м Венецианском кинофестивале фильм номинировался на «Кубок Муссолини» в категории «Лучший иностранный фильм»

## Сюжет
По сути, это пересказ «Анны Карениной» Льва Толстого, с изменёнными именами — действие происходит в среде польской аристократии.
Единственное серьёзное отклонение от толстовского оригинала происходит в конце, когда, потерпев позор из-за своего незаконного внебрачного романа, героиня предстает перед судом за убийство своего мужа, но оказывается, что тот на самом деле покончил с собой, позволив героине счастливый конец.

## В ролях
- Мария Андергаст — графиня Маня Раминска
- Ольга Чехова — графиня Поля Валевска
- Петер Петерсон — граф Александр Валевски
- Ганс Шотт-Шобингер — Яро фон Ольгинский
- Эрнст Думке — граф Бодо Валевски
- Артур Малковски — Оберт Полецки
- Рудольф Карл — Финко, слуга фон Ольгинского
- Траудль Старк — малютка Сасия
- Михаил Ксанто — адвокат
- Роберт Вальберг — прокурор
- Альфред Нойгебауэр — председатель суда
- Камилла Герцхофер — фон Раминска
- Харальд Мареш — брат Мани
- Ирмгард Альберти — Ольга, служанка Мани